# Bora Dagtekin
Bora Dagtekin (* 27. Oktober 1978 in Hannover) ist ein deutscher Drehbuchautor und Filmregisseur.
Er gilt mit Produktionen wie Türkisch für Anfänger, Fack ju Göhte oder Das perfekte Geheimnis als der kommerziell erfolgreichste Filmemacher in Deutschland.

## Leben und Karriere
Bora Dagtekin wurde 1978 in Hannover geboren und wuchs dort mit seinen Eltern und seinen beiden älteren Geschwistern auf. Sein Vater ist türkischer Herkunft. Nach seinem Abitur studierte er Drehbuch an der Filmakademie Baden-Württemberg in Ludwigsburg und schloss 2006 mit einer Action-Umsetzung von Schillers Die Räuber ab. Zu Beginn seiner Karriere schrieb Dagtekin für die Fernsehserien Schulmädchen und Gute Zeiten, schlechte Zeiten. Im Jahr 2006 erschien die deutsche Kino-Komödie Wo ist Fred? mit Til Schweiger und Jürgen Vogel, wofür er das Drehbuch schrieb.
Erste Bekanntheit erlangte er als Ideengeber und Hauptautor der deutschen Fernsehserie Türkisch für Anfänger (2006), die mehrere internationale Fernsehpreise und Nominierungen erhielt. Von 2008 bis 2011 schrieb Bora Dagtekin für die Fernsehserie Doctor’s Diary. Die Serie erhielt den Deutschen Fernsehpreis und den Deutschen Comedypreis.
Am 15. März 2012 startete Bora Dagtekins Regiedebüt Türkisch für Anfänger – Der Film in den deutschen Kinos. Sein zweiter Film Fack ju Göhte erwies sich in kürzester Zeit als erfolgreichster deutscher Kinofilm des Jahres 2013 und erhielt mit Fack ju Göhte 2 (2015) und Fack ju Göhte 3 (2017) zwei Fortsetzungen sowie mit Chantal im Märchenland (2024) einen Ableger.
Am 22. Oktober 2026 startet die Komödie Der perfekte Urlaub in den deutschen Kinos, eine Fortsetzung zu Das perfekte Geheimnis (2019). Zum Ensemble gehören erneut Karoline Herfurth, Elyas M’Barek, Jessica Schwarz, Wotan Wilke Möhring, Jella Haase, Frederick Lau, Florian David Fitz und Emily Kusche. Darüber hinaus sind Diana Amft und Malick Bauer Teil des Cast.

## Privates
Bora Dagtekin lebt in München. Er ist Mitglied der Deutschen Filmakademie und der Drehbuchinitiative Kontrakt 18.

## Filmografie

### Drehbuch
- 2001: Gute Zeiten, schlechte Zeiten (Fernsehserie, 1 Folge)
- 2003: Toyotafahrer leben länger (Kurzfilm)
- 2004: Wilde Jungs
- 2005: Meine schönsten Jahre
- 2005: Season Greetings
- 2004–2005: Schulmädchen (Fernsehserie, 7 Folgen)
- 2006: Wo ist Fred?
- 2006–2008: Türkisch für Anfänger (Fernsehserie, 41 Folgen)
- 2008: Eine wie keiner
- 2008–2011: Doctor’s Diary (Fernsehserie, 22 Folgen)
- 2010: Undercover Love

### Drehbuch und Regie
- 2012: Türkisch für Anfänger
- 2013: Fack ju Göhte
- 2015: Fack ju Göhte 2
- 2017: Fack ju Göhte 3
- 2019: Das perfekte Geheimnis
- 2024: Chantal im Märchenland

## Auszeichnungen
- 2006: Deutscher Fernsehpreis (Türkisch für Anfänger als Beste Serie)
- 2007: Adolf-Grimme-Preis (für Headwriting und Idee von Türkisch für Anfänger)
- 2007: Civis – Europas Medienpreis für Integration (für Bora Dagtekin, Autor, Alban Rehnitz, Produzent, und Edzard Onneken, Regie von Türkisch für Anfänger)
- 2008: Rockie Award (Türkisch für Anfänger als Best Serial Program)
- 2008: Deutscher Fernsehpreis (Doctor’s Diary als Beste Serie)
- 2008: Deutscher Comedypreis (Doctor’s Diary als Beste Comedyserie)
- 2009: Adolf-Grimme-Preis (Doctor’s Diary)
- 2009: Bayerischer Fernsehpreis (Doctor’s Diary)
- 2009: Festival de Télévision de Monte-Carlo (Türkisch für Anfänger)
- 2012: Bambi (Türkisch für Anfänger – Der Film)
- 2012: Bayerischer Filmpreis (Publikumspreis für Türkisch für Anfänger)
- 2013: Stern des Jahres der Münchener Abendzeitung in der Kategorie „Kino“ (Fack ju Göhte; zusammen mit Elyas M’Barek)[14]
- 2013: Bayerischer Filmpreis (Publikumspreis für Fack ju Göhte)
- 2017: Bayerischer Filmpreis (Publikumspreis für Fack ju Göhte 3)[15]
- 2019: Bayerischer Filmpreis (Produzent für Das perfekte Geheimnis)